# GrapheneOS
GrapheneOS è un sistema operativo mobile basato su Android, libero e open source, incentrato sulla privacy e sulla sicurezza per smartphone Google Pixel selezionati.

## Storia
Il principale sviluppatore, Daniel Micay, ha lavorato inizialmente su CopperheadOS, fino a quando uno scisma sulle licenze tra i co-fondatori di Copperhead portò al licenziamento di Micay dalla società nel 2018. Dopo l'incidente, Micay ha continuato a lavorare a ad progetto che è diventato GrapheneOS e annunciato nell'aprile 2019.
Secondo Damien Wilde di 9to5Google, GrapheneOS ha rilasciato Android 12L per i dispostivi Pixel prima di Google, secondo a ProtonAOSP. Le applicazioni di GrapheneOS come "Secure Camera" e "Secure PDF Viewer" (basato su pdf.js) sono state rilasciate su Google Play Store e GitHub.
Nel maggio 2023, Micay ha dichiarato di essersi "dimesso" dall'incarico di sviluppatore principale di GrapheneOS poiché "incapace di gestire il crescente livello di molestie, inclusi i recenti attacchi swat".

## Caratteristiche

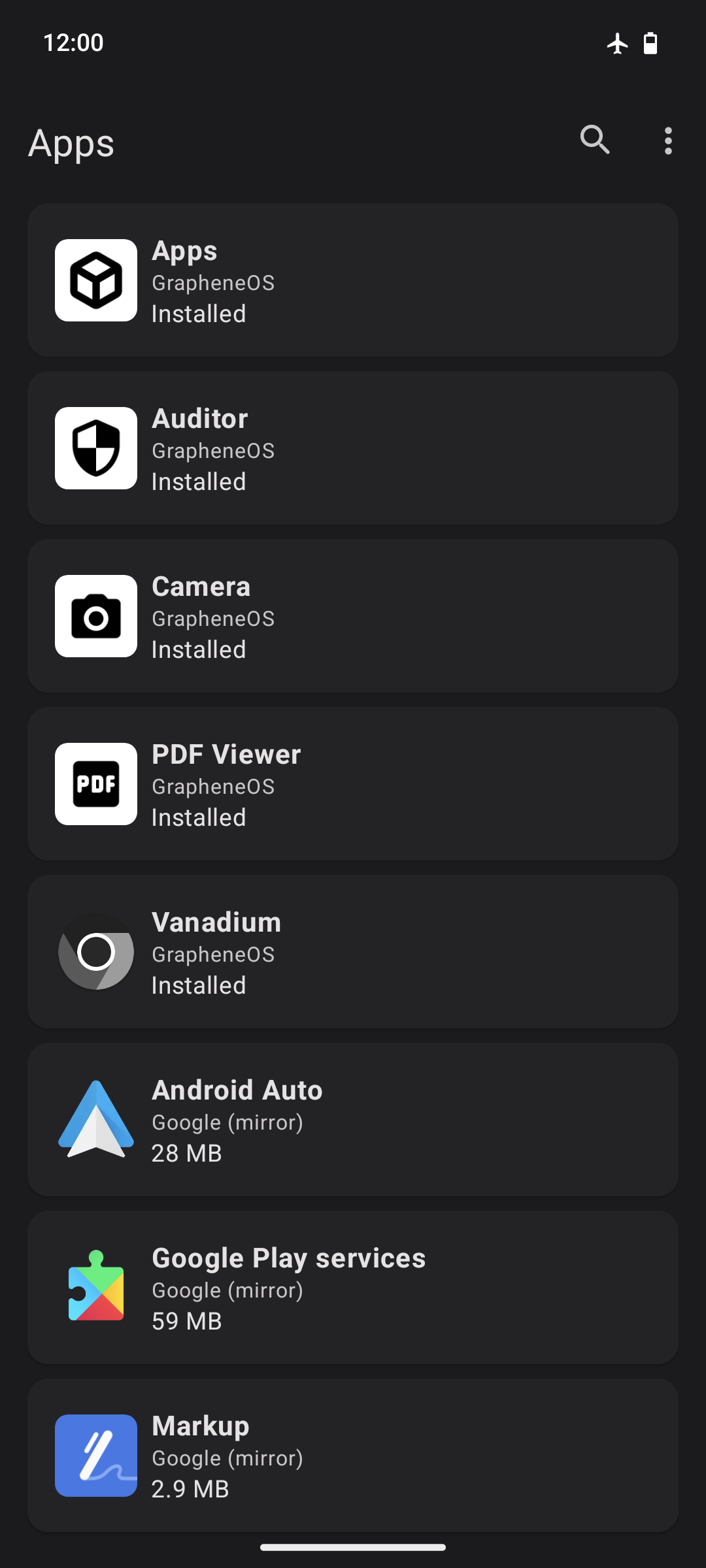
Schermata delle app predefinite di GrapheneOS

GrapheneOS offre supporto ufficiale esclusivamente per i dispositivi Google Pixel.
Questi dispositivi sono stati selezionati per via della presenza di avanzati chip di sicurezza, come il Titan M2, nonché della possibilità di sbloccare il bootloader e della garanzia di ricevere aggiornamenti software a lungo termine. Secondo GrapheneOS, queste caratteristiche rendono i Pixel l'unica marca in grado di soddisfare, ad oggi, i loro standard di sicurezza.
Per impostazione predefinita, le applicazioni Google non sono preinstallate in GrapheneOS per evitare la massiccia raccolta di dati. Ad ogni modo l'utente può installare una versione sandboxed dei servizi Google dall'applicazione "App Store", la quale è preinstallata in GrapheneOS.
Questa versione dei servizi Google permette l'accesso al Google Play Store e alle applicazioni dipendenti dai servizi Google, insieme ad altre funzioni come le notifiche push e acquisti in app. Inoltre non dispone autorizzazioni di sistema, quindi non può usufruire degli accessi privilegiati per tracciare l'attività dell'utente.
GrapheneOS ha sviluppato un browser Web migliorato basato su Chromium e un'implementazione WebView nota come Vanadium.
Vanadium include aggiornamenti automatici, un sistema di sandboxing che isola ogni processo del browser per limitare i danni potenziali in caso di compromissione, e meccanismi di isolamento tra i siti web per impedire che uno possa accedere ai dati dell'altro. Comprende anche un sistema per il blocco di annunci pubblicitari e strumenti di tracciamento.
Il sistema operativo include un'applicazione chiamata Auditor, che verifica l'autenticità e l'integrità del sistema operativo installato. Sono presenti anche altre applicazioni come Secure Camera e Secure PDF Viewer, che hanno funzionalità come la rimozione automatica dei metadati EXIF e la protezione contro il codice malevolo presente nei file PDF.
GrapheneOS introduce il controllo da parte dell'utente delle autorizzazioni di accesso alla rete e l'attivazione/disattivazione dei sensori per ciascuna app installata. Inoltre GrapheneOS randomizza l'indirizzo MAC ad ogni nuova connessione per impostazione predefinita, e include un'opzione di mescolamento del tastierino numerico per l'inserimento del PIN nella schermata di blocco.
GrapheneOS reindirizza le connessioni ai server di Google a server gestiti dal team di sviluppo, nascondendo così l'indirizzo IP.

## Funzionalità di sicurezza e privacy
Su GrapheneOS è possibile configurare il riavvio automatico del telefono quando non in uso, la disattivazione automatica di WiFi e Bluetooth, nonché la disattivazione della porta USB-C, delle app e del microfono, fotocamera e sensori a livello di sistema.
Una delle caratteristiche di GrapheneOS è la funzione "Contact Scopes", che consente di limitare l'accesso alla rubrica per alcune applicazioni. Ciò permette all'utente di scegliere quali contatti condividere con un'applicazione, anche se quest'ultima richiede normalmente l'accesso a tutta la rubrica.
GrapheneOS supporta un numero maggiore di utenti rispetto ad Android, con un massimo di 32 utenti (più 31 ospiti), rispetto ai 4 utenti (più 3 ospiti) supportati da Android.
Il sistema operativo fornisce aggiornamenti firmware, garantendo il supporto completo per il sistema di avvio verificato di Android, che assicura la sicurezza del dispositivo all'avvio. La funzione "Storage Scopes" consente agli utenti di selezionare i file a cui le app possono accedere invece di essere costretti a fornire accesso completo alla memoria del telefono.
Per gli utenti che richiedono un livello di sicurezza più elevato, è prevista la possibilità di aggiungere un PIN o una password al semplice sblocco con l'impronta.
L'utente può impostare una password o un PIN di emergenza che, se inserito in qualsiasi profilo, cancellerà irreversibilmente tutti i dati sul dispositivo e spegnerà il telefono. Al successivo avvio, il dispositivo potrà essere configurato nuovamente come se fosse stato resettato alle impostazioni di fabbrica.

## Installazione
GrapheneOS è compatibile esclusivamente con gli smartphone Google Pixel, con un supporto che può essere verificato nella seguente tabella. L'installazione del sistema operativo è possibile da diverse piattaforme, tra cui computer Windows, MacOS, Linux e dispositivi Android.
Sono disponibili due metodi di installazione: uno basato sul web, consigliato per la maggior parte degli utenti, e uno tramite terminale, rivolto agli utenti più esperti.

## Accoglienza
Nel 2019, Georg Pichler di Der Standard e altre fonti, hanno citato le parole di Edward Snowden su Twitter: "Se dovessi configurare uno smartphone oggi, utilizzerei GrapheneOS di Daniel Micay come sistema operativo principale". Discutendo sul perché i servizi non dovrebbero costringere gli utenti a installare app proprietarie, Lennart Mühlenmeier di netzpolitik.org ha suggerito GrapheneOS come alternativa ad Apple o Google.
Svět Mobilně e Webtekno hanno ribadito che GrapheneOS è un buon sostituto Android orientato alla sicurezza e alla privacy. In una recensione dettagliata di GrapheneOS per Golem.de, Moritz Tremmel e Sebastian Grüner hanno affermato di essere riusciti a utilizzare GrapheneOS in modo simile ad altri sistemi Android, godendo allo stesso tempo di maggiore libertà da Google, senza notare differenze rispetto alla "protezione aggiuntiva della memoria, ma è così che dovrebbe essere."
Hanno concluso che GrapheneOS non può cambiare il modo in cui "i dispositivi Android diventano spazzatura dopo tre anni al massimo", ma "può proteggere meglio i dispositivi durante il loro funzionamento rimanente, proteggendo al contempo la privacy".
Nel giugno 2021, le recensioni di GrapheneOS, KaiOS, AliOS e Tizen OS sono state pubblicate su Cellular News. La recensione ha definito GrapheneOS come "probabilmente il miglior sistema operativo mobile in termini di privacy e sicurezza".
Tuttavia, GrapheneOS è stato criticato per il suo disagio arrecato agli utenti, affermando che "GrapheneOS è completamente libero da Google e rimarrà così per sempre - almeno secondo gli sviluppatori". Hanno anche notato un "leggero calo delle prestazioni" ed inoltre hanno affermato che "potrebbero essere necessari due interi secondi affinché un'app, anche se si tratta solo dell'app Impostazioni, si carichi completamente".
Nel marzo 2022, scrivendo per How-To Geek Joe Fedewa ha affermato che le applicazioni Google non erano incluse a causa di preoccupazioni sulla privacy e anche GrapheneOS non ha incluso un app store predefinito. Ha suggerito Fedewa, si potrebbe usare F-Droid. In una recensione di GrapheneOS installato su un Pixel 3, dopo una settimana di utilizzo, Jonathan Lamont di MobileSyrup ha affermato che GrapheneOS ha dimostrato la dipendenza di Android da Google.
Ha definito GrapheneOS come un processo di installazione "semplice" e ha concluso che gli piaceva nel complesso, ma ha criticato la post-installazione definendola "spesso un'esperienza non fluida come l'utilizzo di un Pixel o un iPhone non modificato", attribuendo la sua esperienza alla sua "eccessiva dipendenza dale applicazioni Google" e l'assenza di alcune funzionalità "intelligenti" nelle app predefinite per tastiera e fotocamera di GrapheneOS, rispetto al software di Google.
Nel post delle sue impressioni iniziali una settimana prima, Lamont aveva affermato che dopo una semplice installazione si erano verificati problemi con le autorizzazioni per l'app Messaggi di Google e di una certa difficoltà nell'importazione dei contatti; Lamont ha poi concluso: "Chiunque cerchi un'esperienza semplice potrebbe voler evitare GrapheneOS o altri sistemi Android orientate alla privacy poiché i vantaggi in termini di privacy spesso vanno a scapito della comodità e della facilità d'uso."
Nel luglio 2022, Charlie Osborne di ZDNet ha suggerito che le persone che sospettano un'infezione dallo spyware "Pegasus" utilizzino  per le comunicazioni sicure un dispositivo secondario su cui è installato GrapheneOS.
Nel gennaio 2023, una startup svizzera chiamata Apostrophy AG, ha annunciato AphyOS, un sistema operativo Android a pagamento e con servizi sulla base di GrapheneOS.